# アンダース・ボルグ
アンダース・エリック・ボルグ（Anders Erik Borg、1968年1月11日 - ）は、スウェーデンの経済学者および政治家であり、2006年から2014年までスウェーデン政府の財務相を務めた。穏健党の一員であり、その型破りな印象のみならず知性においても、「ありふれた者に当てはまらず、時に財務大臣の形に孔を穿つ」組閣メンバーといわれた。

## 青年期
ボルグはストックホルムで生まれ、エステルイェータランド県のノーショーピングで育った。彼はノーショーピングの中学校在学時に穏健党の青年組合のメンバーとなった。1988年から1991年の間、政治科学や経済史、哲学をウプサラ大学にて学んだ。95年から97年にかけてストックホルム大学にも出席し、実際学士を習得していなかったにもかかわらず、経済学において卒業生レベルの授業も含めて出席した。彼はまだ大学士も得ていなかった。
ボルグはウプサラ大学に在学中、ウプサラ学生組合だけでなく保守ヘイムダル組合の議長となった。1990年から91年にかけて、スウェーデン保守と自由な学生の連邦の副議長となった。ティーンエイジャーの間に、ボルグは自由意志論者となり、スウェーデンのドラッグ非刑罰化を要求する新聞記事においてドラッグの合法化に賛成した。彼は若い時分に大麻を吸ったことを認めている。

## 経歴
1990年から91年ボルグはスヴェンスカ・ダーグブラーデットの編集委員だった。
1991年の中道右翼政党の勝利に伴い、首相の事務所にて内閣の保全調整や社会問題、内閣の公的財産管理、文化・教育・科学などに責任を持つ政策助言者となった。
1993年から1994年には首相カール・ビルトの政策アドバイザーになった。
1994年総選挙の穏健党の敗北に続いて、ボルグは民営銀行部門で働いた。1995年から1998年にはトランスアルファード社にて経済と政治分析の責任者として働いた。1998年から1999年にはストックホルムのABNアムロバンクにてチーフエコノミストであり1999年から2001年には彼はストックホルムのSkandinaviska Enskilda Banken (SEB)経済分析部局長となった。Klas Eklund、SEBのシニアエコノミストは、ボルグについて「とても速く、豊富に読み、スポンジのように情報を吸収し理解も早く、知性も際立っていた。彼は財務相になる前は専門家だった、すばらしい専門家だった。彼は火山のように、常に新しいアイデアを発展させていた。」と語った。
2001から2002年にかけて彼はスウェーデン国立銀行執行委員会の金融政策問題アドバイザーを務めた。彼はBo Lundgrenによって2003年に穏健党のチーフエコノミストとして勧誘され、新党首フレドリック・ラインフェルトのチームに留まった。スウェーデン労働市場委員会委員としても2005年から2006年の間勤務した。

## 財務相として
2006年の総選挙の勝利に続いて、2006年10月6日に仮の事務所にてボルグはフレドリック・ラインフェルト首相率いる新しい中道右翼内閣の財務相に指名された。
ボルグは失業の事前対策に焦点を当てた新スウェーデン政府の経済ドクトリンを支える指導者として理解されていた。スウェーデン社会民主労働党の福祉国家の追加解体、福祉制度の自己資本調達拡大、税緩和と給付の削減は労働意欲の新たな引き起こしとビジネスチャンスを増加させ雇用を創出する方法として見られていた。彼は穏健党のチーフエコノミストの役目としてこれらの新しい政策を推進させた。
2007年9月5日、国防大臣ミッケル・オーデンバーグはボルグのスウェーデン軍ファンドの考えに同意しなかったために内閣から解任された。
2008年11月29日、ボルグは、スウェーデンの民間テレビ局TV4のインタビューにて、アメリカの大統領候補者（当時）のバラク・オバマの経済議事予定表を「持ち堪えられない」と予想していた。
彼の政策は経済的自由主義だと評されているが、ボルグは違う視点を持つ。「私をきわめて実践的な政治家と呼ぶ人もいるだろう。私にとっては、一番大事なことは良好な国家財政を確実にすることだ。」
- ラトビアのヴァルディス・ドンブロウスキス首相と（2012年2月1日）
- フィリッパ・ラインフェルトらとともにプライド・パレードに参加（2014年8月2日）
- 歌手のドミニカ・ペチンスキーと（2015年11月8日）

## 私生活において
ボルグはスザンナ“サナ”ボルグと結婚し、3子をもうけている。彼は家族と共に、セーデルマンランド県カトリーネホルム市ヴィエに在住している。ボルグは大事なこととして家族と共に過ごす時間を増やすために、財務相を二期しか勤めないと発言した。実際、彼は政府の業務を「徴兵」と表現し、公選職には二度と就かないと表明している。
大多数の穏健党の閣僚と違い、ボルグは自身をフェミニストと表明している。